# Де лас Куэвас, Мигель
Миге́ль А́нхель де лас Куэ́вас Барбера́ (исп. Miguel Ángel de las Cuevas Barberá; род. 19 июня 1986, Аликанте) — испанский футболист, полузащитник клуба «Кордова».

## Карьера
Родился в валенсийском городе Аликанте. Профессиональную карьеру начал в местном футбольном клубе «Эркулес», который находился в ту пору в третьем испанском дивизионе. В сезоне 2004/2005 годов, когда Де Лас Куэвас был запасным игроком, его команде удалось вернуться в Сегунду после шестилетнего отсутствия.
Накануне чемпионата 2006/2007 годов Де Лас Куэвас подписал контракт с мадридским «Атлетико». Но 13 августа 2006 года, во время предсезонной подготовки, он получает тяжёлую травму лодыжки в ходе матча с «Насьоналем» из Монтевидео в товарищеском турнире на кубок Тересы Эрреры. Эта травма вывела игрока из строя более чем на один год.
Только 12 декабря 2007 года состоялся дебют полузащитника за «матрасников», во второй половине матча с «Гранадой 74» в 1/32 финала кубка Испании. В дальнейшем он появлялся на поле в 13 матчах своего первого после повреждения сезона, из которых в 12 случаях, выходил на замену.
Наиграв ещё примерно такое же количество матчей в «Атлетико», 25 июня 2009 года Де Лас Куэвас перешёл в другой клуб испанской Примеры — хихонский «Спортинг». Подписанный контракт был рассчитан на четыре года, в течение трёх первых лет «Атлетико» сохранял за собой право выкупить игрока обратно. Чемпионат 2009/2010 стал для этого футболиста одним из самых успешных, в списке лучших бомбардиров команды он занял второе место, отметившись дублями в воротах «Мальорки» (4:1) и «Атлетик Бильбао» (2:1, в гостях) и одним мячом против своего бывшего клуба «Атлетико» (1:1) — причём этот гол, забитый 8 мая 2010, позволил сохранить прописку «Спортинга» в высшем дивизионе на будущий год.
Под руководством Мануэля Пресиадо, Де Лас Куэвас и в следующем сезоне оставался бесспорным игроком основы. 2 апреля 2011 года его удар принёс победу над мадридским «Реалом» на «Сантьяго Бернабеу», прервав тем самым рекордную беспроигрышную домашнюю серию команд Жозе Моуринью, длившуюся на протяжении девяти лет и 150 матчей. По итогам сезона, Де Лас Куэвас пропустил только один матч Ла Лиги и записал в свой актив шесть мячей, чем снова помог своей команде избежать понижения в классе.
Тем не менее в розыгрыше 2011/2012 годов «Спортингу» не удалось удержаться в Примере и в январе 2013 года Де Лас Куэвас был отдан в аренду в «Осасуну». В наваррском клубе полузащитник регулярно участвовал в оставшихся матчах сезона, забил один гол (в матче с «Вальядолидом») и отдав одну результативную передачу в матче, в котором решался вопрос присутствия в элитном дивизионе.